# 氯化锂
氯化锂（化学式：LiCl）是一个碱金属卤化物，室温下为白色易潮解的固体。受锂较小的离子半径和较高的水合能的影响，氯化锂的溶解度比其他同族氯化物都要大得多（83g/100mL，20 °C）。
氯化锂为氯化钠型结构，其中的化学键并非典型的离子键，因此它可以溶于很多有机溶剂中，与乙醇、甲醇、胺类都可以形成组成不同的加合物。这个性质可用来从碱金属氯化物中分离出氯化锂。

## 化学性质
氯化锂可以形成多种水合物， 从LiCl-H2O的相图可清楚看出其水合物有LiCl·H2O、LiCl·2H2O、LiCl·3H2O、LiCl·5H2O等几种。结晶水的数目取决于结晶的温度，温度越低，水合度越高。
Li+可以与氨形成配离子[Li(NH3)4]+，因此氨气在氯化锂溶液中的溶解度比在水中的要大得多。与其他离子氯化物一样，氯化锂也可以在水溶液中提供氯离子和锂离子，与其他某些离子沉淀出不溶的氯化物或锂盐，如氯化银：
LiCl + AgNO3  →  AgCl↓ + LiNO3

## 制备
氯化锂由碳酸锂与盐酸反应制备。 加热制取无水氯化锂时，为了防止它在高温下水解，可以在氯化氢气流中加热氯化锂的水合物。

## 用途
在600 °C时电解LiCl/KCl的混合熔盐，可以制得金属锂。工业上的金属锂就是用该法生产的。氯化锂也用作空调系统中的除潮剂、电解制取金属时或是在製備粉末過程中扮演良好的助熔剂（如钛和铝的生产）、RNA的沉淀剂 以及Stille反应中的添加剂。

## 安全
20世纪40年代时，曾经将氯化锂用作食盐的替代品，但随后发现氯化锂对机体有毒害，因此停止了该应用。锂盐会作用于中枢神经系统，类似的碳酸锂是治疗精神疾病的药物。